# Eduard von Haerdtl

Eduard von Haerdtl

Eduard Freiherr von Haerdtl (* 10. Juni 1861 in Penzing bei Wien; † 20. März 1897 in Innsbruck) war ein österreichischer Astronom. Er wurde der erste Professor für Astronomie an der Universität Innsbruck.

## Leben
Eduard Freiherr von Haerdtl wurde am 10. Juni 1861 als Sohn des Juristen Karl Freiherr von Haerdtl und der Caroline, geb. Freiin von Hauser, in Penzing, heute ein Teil Wiens, geboren. Er besuchte von 1872 bis 1879 das Schottengymnasium in Wien und studierte anschließend an der Universität Wien von 1879 bis 1883 Astronomie, Mathematik und Physik bei Leo Koenigsberger, Theodor von Oppolzer, Julius von Hann, Edmund Weiss und Emil Weyr. Besonders beeinflusst wurde er von Oppolzer, an dessen Kanon der Finsternisse er mitwirkte. 1884 wurde er mit der Dissertation Astronomische Beiträge zur assyrischen Chronologie zum Doktor der Philosophie promoviert. Anschließend arbeitete er an der Bahnbestimmung des Asteroiden Adria und des Kometen 7P/Pons-Winnecke.
1888 habilitierte sich Haerdtl mit seinen Arbeiten zum Kometen Winnecke an der Philosophischen Fakultät der Universität Innsbruck. Ab dem Wintersemester 1888/89 hielt er als erster Astronom Vorlesungen an der Universität. Zwischen 1889 und 1892 verbrachte er Studienaufenthalte bei Hugo von Seeliger in München und Hugo Gyldén in Stockholm. 1891 verlieh ihm die Dänische Akademie der Wissenschaften eine Goldmedaille für die Lösung einer Preisaufgabe zum Dreikörperproblem. 1892 ernannte ihn Kaiser Franz Joseph I. zum unbesoldeten Extraordinarius und richtete damit eine eigene Lehrkanzel für Theoretische Astronomie an der Universität Innsbruck ein. Ab dem Studienjahr 1896/97 wurde ihm ein Gehalt bewilligt. Nur wenig später starb Haerdtl am 20. März 1897 im Alter von 35 Jahren an einer Lungenentzündung. Die Lehrkanzel verwaiste und wurde erst 1901 mit Egon von Oppolzer neu besetzt.

## Veröffentlichungen (Auswahl)
- Bahnbestimmung des Planeten Adria. 3 Teile, in: Sitzungsberichte der kaiserl. Akademie der Wissenschaften in Wien, mathematisch-naturwissenschaftliche Klasse (1882, 1883, 1884)
- Die Bahn des periodischen Kometen Winnecke in den Jahren 1858-1886, nebst einer neuen Bestimmung der Jupitersmasse. Denkschrift der kaiserl. Akademie der Wissenschaften in Wien, Band 55/2 (1889), S. 215–308
- Skizzen zu einem speciellen Fall des Problems der drei Körper. In: Abhandlungen der Bayerischen Akademie der Wissenschaften 17 (1892), S. 589–644
- Über zwei langperiodische Störungsglieder des Mondes, verursacht durch die Anziehung des Planeten Venus. Denkschrift der kaiserl. Akademie der Wissenschaften in Wien, Band 59/1 (1892), S. 385–408
- Zur Frage der Perihelsbewegung des Planeten Mercur. In: Sitzungsberichte der Kaiserlichen Akademie der Wissenschaften, mathematisch-naturwissenschaftlichen Classe. Abt(h)eilung 2a, Band 103 (1894), S. 713–725
- Notiz betreffend die Säcularacceleration des Mondes. In: Sitzungsberichte der Kaiserlichen Akademie der Wissenschaften, mathematisch-naturwissenschaftlichen Classe. Abt(h)eilung 2a, Band 105 (1896), S. 8–14